# Cristina Sigurdsdatter
Cristina Sigurdsdatter (em nórdico antigo: Kristin Sigurðardóttir, em norueguês:  Kristin Sigurdsdatter; 1125 — 1178)foi uma princesa da Noruega por nascimento. Pelo seu casamento com o jarl Erling Skakke, foi mãe do rei Magno V da Noruega.

## Família
Cristina foi a única filha do rei Sigurdo I da Noruega, conhecido como "o Cruzado" por ser um dos líderes da Cruzada Norueguesa, e de Malmfreda de Quieve. Seus avós paternos eram Magno III da Noruega e uma concubina chamada Tora. Seus avós maternos eram o grã-duque Mistislau I de Quieve e Cristina Ingesdotter, princesa da Suécia.

## Biografia
Em 1155, Cristina casou-se com o jarl Erling Skakke, filho de Orm Sveinsson e de Ragnhild Svenkesdatter.
A princesa também foi amante do rei Sigurdo II da Noruega, filho de Haroldo IV da Noruega e de Tora Guttormsdotter. Com ele teve um filho, Haroldo.

## Descendência
De seu casamento:
- Magno V da Noruega (1156 - 15 de junho de 1184), rei da Noruega. Foi marido de Estride Bjørnsdotter, com quem teve dois filhos. Foi morto durante a Batalha de Fimreite, em Sogndal;
- Ragnhild Erlingsdatter. Seu primeiro marido foi João Thorbergsson de Randaberg. Seu segundo marido foi Hallkel Jonsson de Blindheim, jarl na Noruega, com quem teve um filho. Além deles, de acordo com Snorri Sturluson, Ragnhild foi embora do país com um homem chamado Grim Rusle, com destino a Constantinopla, onde eles ficaram por um tempo e tiveram filhos.

Do rei Sigurdo II:
- Haroldo Sigurdsson, foi capturado por Nicolas Kufung que o levou até o jarl Erling, em Bergen, que ordenou que ele fosse levado até Nordnes, onde foi decapitado.